# 马来西亚反贪污委员会
马来西亚反贪污委员会（简称MACC或SPRM），前身为「反贪污局」（ACA或，BPR），是马来西亚的一个獨立反貪污机构，负责调查和起诉公共企业和私人企业等的贪污腐败者。为了确保委员会的透明度与廉正，有五个机构监督反贪污委员会：反贪污咨询理事会、反贪特别委员会、工作检讨委员会、防贪与咨询委员会，以及投诉委员会。
自2018年7月1日起，反贪会从政府机构成为独立机构，并直接向国会负责。

## 历史
以前的反贪污局（BPR 或 ACA）只是马来西亚首相署（JPM）下的一个小单位，负责展开反贪污腐败的活动。与此同时，贪污案件的调查由警方的特别犯罪科进行，贪污案件的起诉也由警方的法律组处理。
1973年7月1日，由国会批准的1973年国家调查局法案，并将反贪污局更名为“国家调查局”。此名称更改旨在为当局提供更强大的职责及权力，可以调查涉及国家利益的案件，这是该部门首次通过法令建立的。
1982年5月13日，1982年反贪污法案（英語：Anti-Corruption Agency Act 1982）被国会批准 ,该部门名称被改为回反贪污局（ACA）。这次改变是为了更准确地反映该部门作为专门负责反贪污腐败的机构。
从2009年1月1日起，反贪污委员会作为一个反贪污机构运作。该机构根据2009年反贪污法案（英語：Malaysian Anti-Corruption Commission Act 2009）起草，以取代1997年反腐败法并由该机构主席领导。2018年7月1日开始，反贪会成为独立机關，直接向马来西亚国会负责。2020年9月18日，反贪会为迎合国內华裔需求，推出中文版官网，以让华社了解防范贪污的相关资讯。

## 国际认可
反贪污委员会的「23项反贪会的反贪污活动」獲得联合国毒品和犯罪问题办公室認証。

## 历任主席

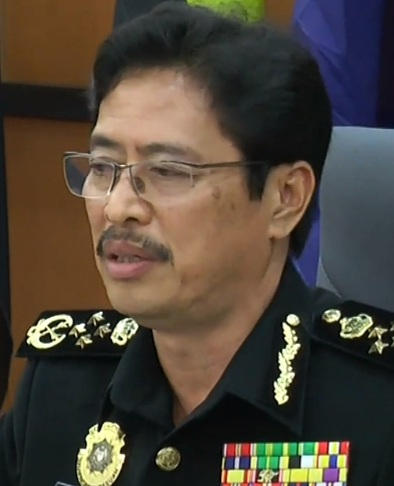
现任主席阿占·巴基

- 阿末赛益韩旦（英语：Ahmad Said bin Hamdan）（2007年5月14日至2009年12月31日）
- 丹斯里阿布卡欣（英语：Abu Kassim bin Mohamed）（2010年1月1日至2016年7月31日）
- 丹斯里祖基菲里阿末（2016年8月1日至2018年5月14日）
- 拿督斯里苏克里（2018年5月17日至2019年5月）
- 拉蒂花（Latheefa Beebi Koya）（2019年6月1日至2020年3月6日）
- 丹斯里拿督斯里阿占·巴基（2020年3月9日至今）

## 反贪会贪污调查

### 沙巴州水门案（英语：Sabah State Water Department corruption probe）
2016年10月4日，反贪污委员逮捕前沙巴水务局副局长张志康和另外一名前沙巴水务局主席达希尔。两人滥用职权，自2010年开始从中央政府批给该州水务局总值33亿的计划中敛财。同日分别从他们两人家中搜出1亿1400万令吉与5370万令吉的现金。

### 给假资讯案
2018年4月26日，人民公正党安邦区青年团团长阿当罗斯里因在2017年向反贪会交代购置“迪士尼”豪宅的资金来源时，涉嫌提供虚假资讯、假文件，被判罪成坐牢6个月。

### 一马发展有限公司案

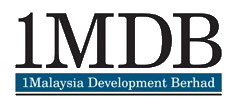
一马公司标志

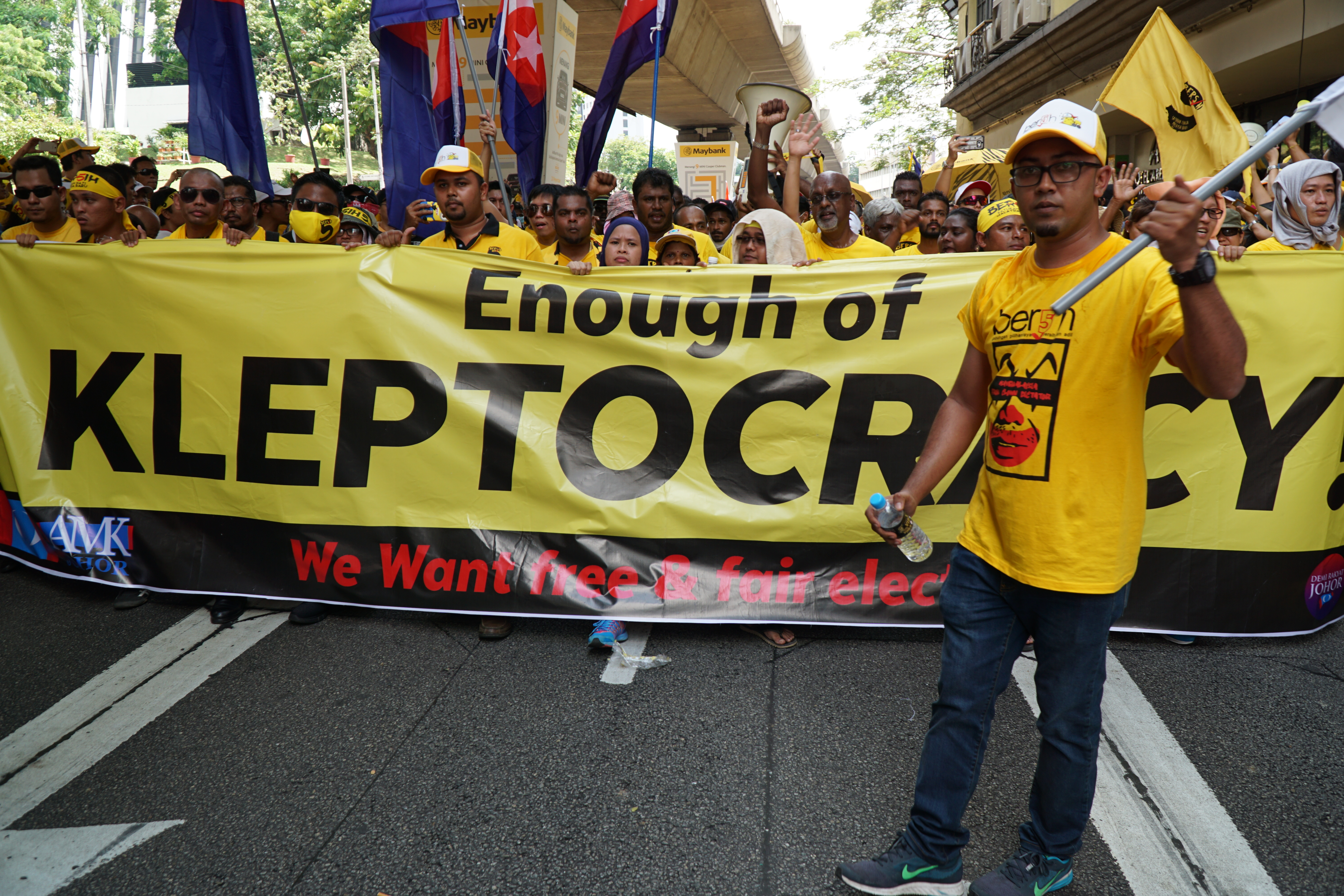
抗议纳吉贪腐的2016年净选盟5.0集会，示威者表示已厌倦了盗贼统治（kleptocracy），要求自由和公平的选举

一个马来西亚发展有限公司丑闻（1MDB）是《华尔街日报》与《砂拉越报告》在2015年7月3日所揭发的马来西亚政治事件，报道指出7亿美元分两轮汇入了时任首相纳吉·阿都拉萨的私人账户，报道在马来西亚政坛投下震撼弹，更让首相纳吉卷入一场政治风暴。
马来西亚反贪污委员会将此案分别以两宗案，即“捐款案”与“SRC案”进行调查。2016年1月26日，总检察长莫哈末阿班迪阿里宣布，对于纳吉在“捐款案”接获的26亿令吉是沙特阿拉伯王室捐款（仅用了部分献金，余下巨款已退还），而在“SRC案”并没贪污，宣布纳吉在两案中都没有犯法，并指示反贪会把这两宗案关档了结。美国司法部的调查显示，26亿令吉其实是来自Tanore金融机构，间接地驳斥了总检察长阿班迪的沙特阿拉伯王室捐款论调。
这起案件直至2018年大选和马哈迪·莫哈末就任首相后，才重新获得调查。同年7月3日，前首相纳吉遭反贪会逮捕，并于次日在吉隆坡地庭面控。纳吉共面临四项指控，其中三项为刑事法典第409条文下的失信罪，剩余一项则为滥用SRC国际有限公司（一马公司的子公司）4200万令吉的贪污罪。纳吉否认所有控状，并在缴交100万令吉保释金、两名担保人作保及交出国际护照后获准保外候审。
2020年7月28日，吉隆坡高等法庭宣判，纳吉涉及一马弊案的SRC洗钱案的7项指控全部成立，判处监禁12年和罚款2亿1000万令吉，若无法缴付罚款则加监5年。
该案是马来西亚历史上最大的贪污案件，目前案件还在审讯调查中。

### 鲉鱼潜艇军购案

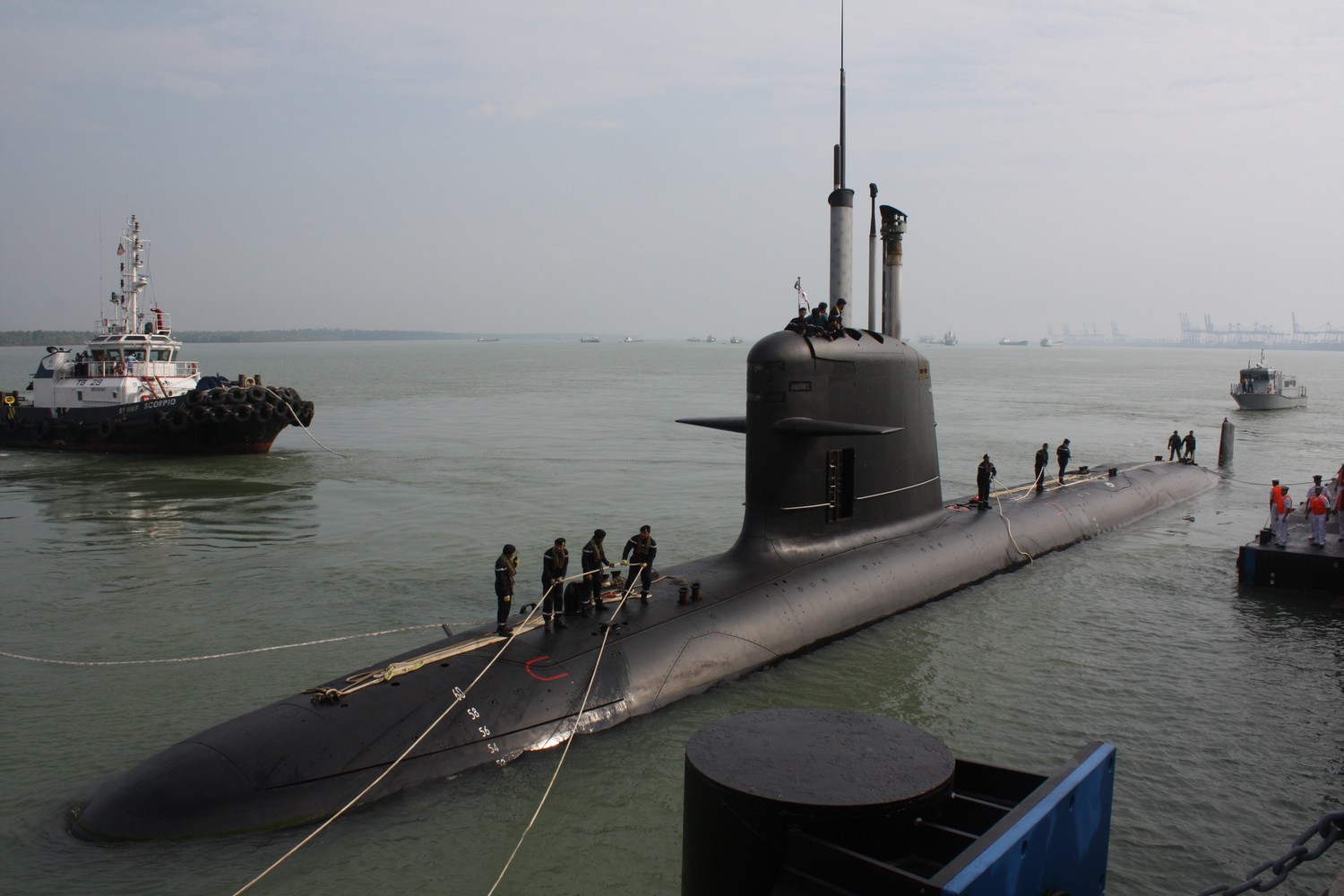
東姑阿都拉曼號潛艇

在法国方面，有9名法国国防企业相关人士被调查。在马来西亚方面，案件仍在调查中。

### 369所砂拉越学校太阳能及柴油合约弊案
马智礼马烈揭露Jepak控股在没接受招标下，获颁超过10亿令吉，反贪局已进行调查。之后，前首相纳吉的特别助理被逮捕，民都鲁一间公司的董事也被逮捕，以及数名董事和律师被扣留问话。

### 第14届大选开票夜首相署盗窃案
该案件涉及350万令吉现金，现已逮捕首相署1名保安主管及16名保安人员并充公他们的贵重资产，分别是97万8800令吉现金，5部轿车（福士伟根Golf GTI跑车，3部丰田，1部国产Alza休旅车），11部摩托（5部野马哈，其他为丰田）。截至8月15日，反贪会只取回147万令吉，其余的钱已被花掉。

### 干训局虚报60万令吉案
9名国家干训局官员及6名公司持有人被逮捕，砂拉越州内涉及20家公司的138名证人被传召录供。

### 机场官员收贿案
2018年8月6日，一名亚庇机场官员涉及收取3万6500令吉的贿金被捕。同月9日，反贪会扣留一名的机场辅警，他涉嫌收取1300令吉贿金让行李超重的乘客上机，同时也逮捕了与他狼狈为奸的一名机场职员。

## 反贪会涉及的案件

### 拘留期间死亡

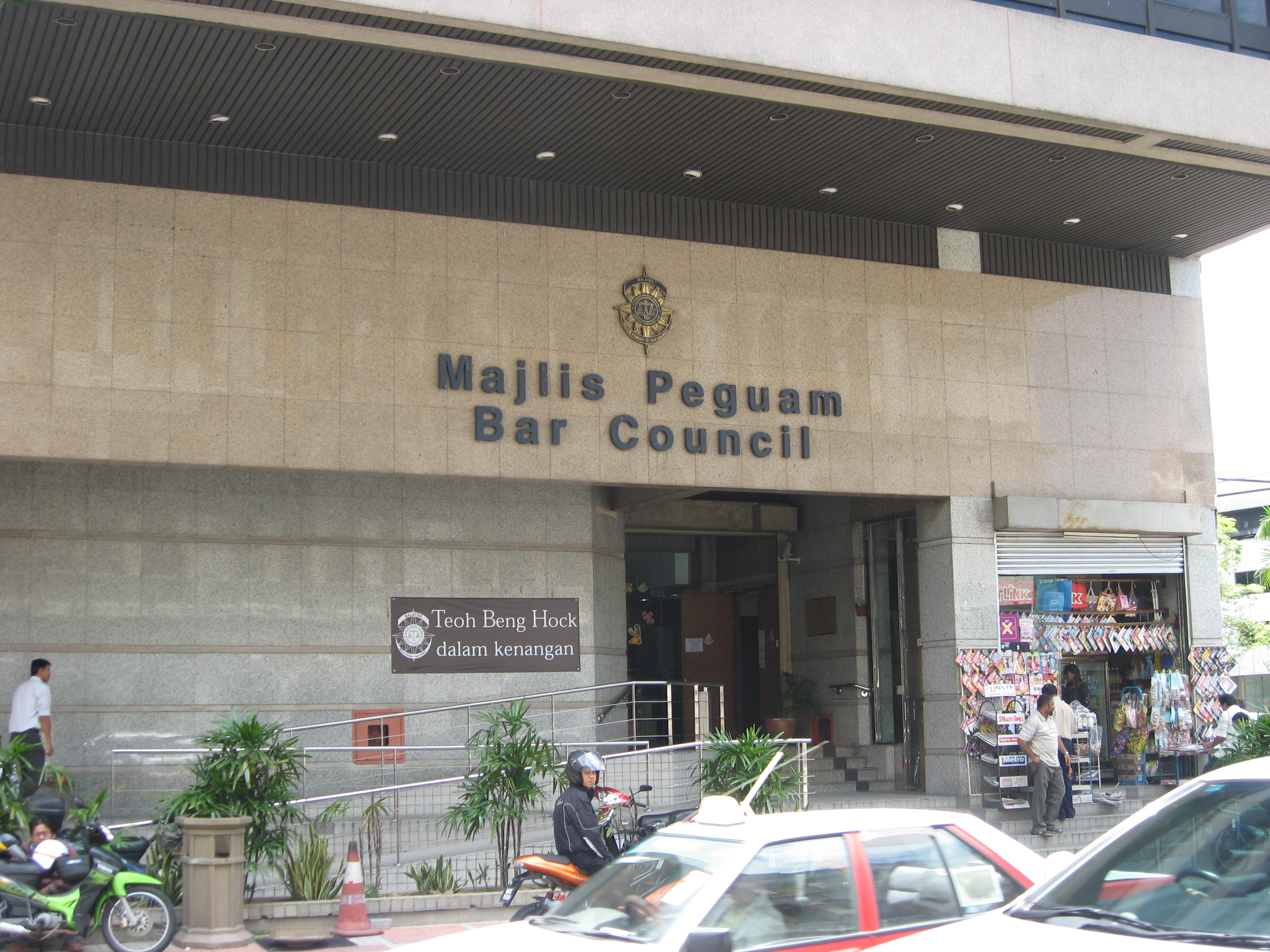
大马律师公会（吉隆坡总部）张贴一条布条：‘永远记得赵明福’

2009年7月15日，赵明福被反贪委员会以证人身份带回以协助调查一宗选区拨款事件。隔天下午，赵明福的尸体在反贪会办公楼隔邻的五楼屋顶被发现。2014年法庭裁定赵明福坠楼是遭多人以违法手段致死，当中不排除涉及反贪会官员，案件仍在调查中。

### 反贪官员被谋杀
2015年9月16日，安东尼·凯文·莫莱斯的尸体被发现藏在一个灌满水泥的油桶中。